# Almauftrieb

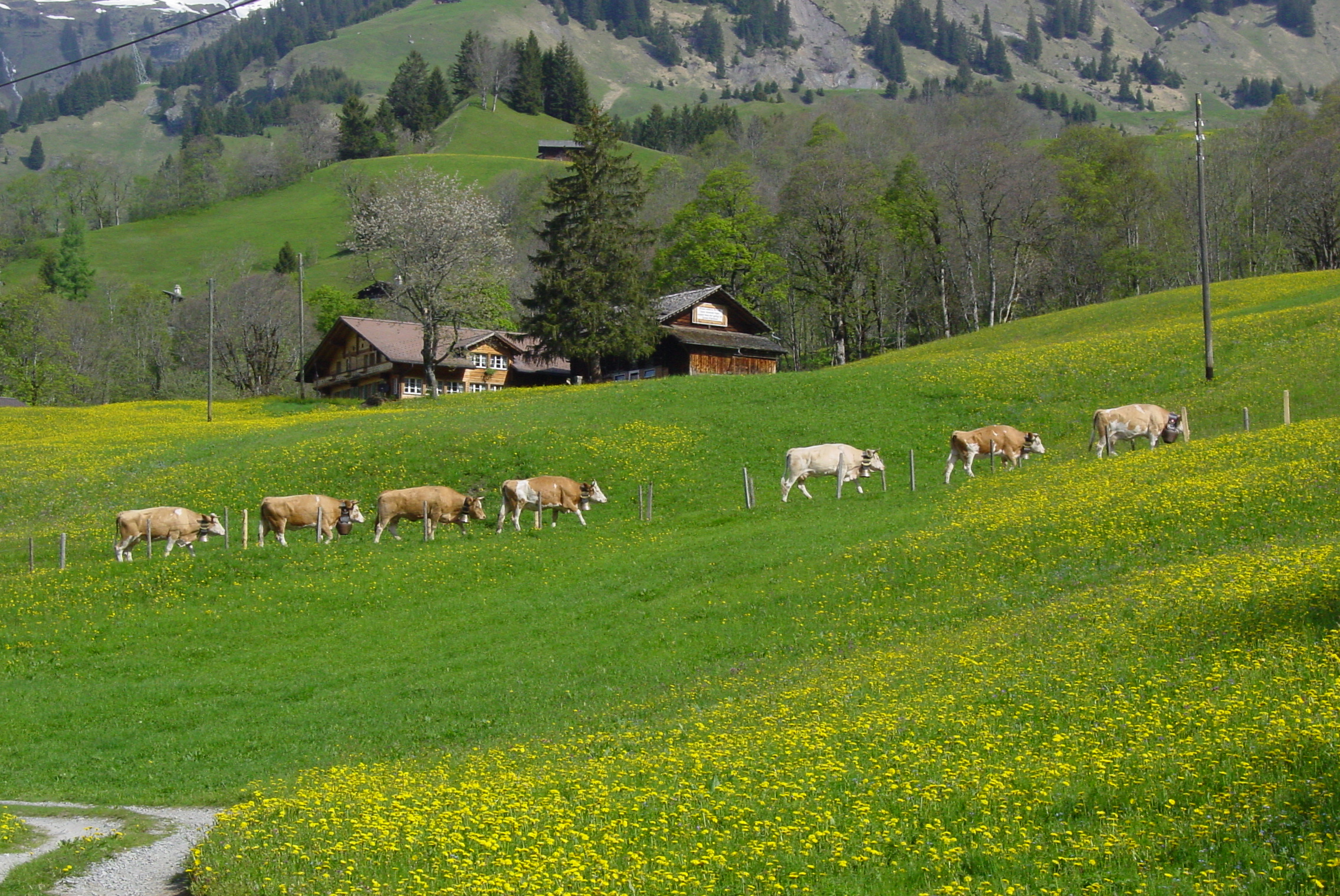
Alpaufzug im Berner Oberland

Alpfahrt, Foto: Herbert Maeder, 1980

Als Almauftrieb, Alpaufzug (Schweiz) oder Alpfahrt, Alpauffahrt (alemannisch) wird das Bringen von Weidevieh auf Bergweiden, die sogenannten Almen bezeichnet. Es ist eine Form des Viehtriebs.
Die Almzeit (Almwirtschaft) endet mit dem Almabtrieb.

## Geschichte
Bis Mitte des 20. Jahrhunderts war der Almauftrieb mit manchmal mehrtägigen Fußmärschen für Vieh und Hirten verbunden. Dabei wurden den Kühen, je nach Gegend, große Glocken und Tricheln umgehängt. Im Gegensatz zum Almabtrieb (Alpabfahrt) wurden die Tiere nicht festlich geschmückt.

## Österreich
In Österreich werden die Tiere heute meist mit Viehtransportern zu den Almen befördert.

## Schweiz

### Bern
Im Berner Oberland und in der Innerschweiz wird das Vieh noch vielerorts zu Fuß auf die Alpen getrieben. Bekannt ist der spektakuläre Alpaufzug auf die Engstligenalp, wobei etwa 500 Stück Vieh zu Fuß auf einem schmalen Saumweg durch die Felswand neben den Engstligenfällen hinaufgetrieben werden und dabei in einer guten Stunde 600 Höhenmeter überwinden.

### Appenzell

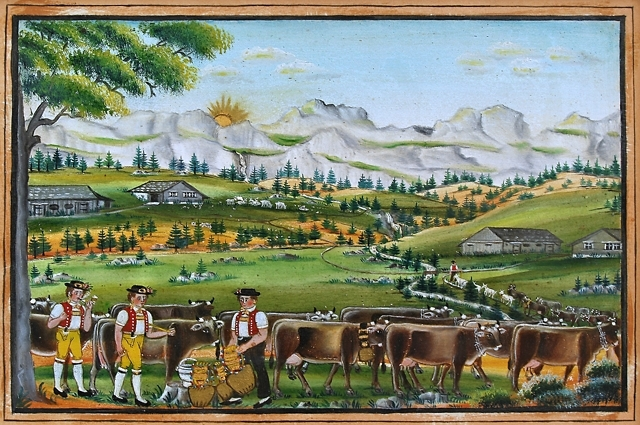
Appenzeller Alpfahrt: Ankunft auf der Alp

Im schweizerischen Appenzellerland und Toggenburg wird die Alpfahrt bis heute als festlicher Brauch gepflegt. Der Zug hat eine traditionelle Gliederung: Zuerst der Geissbub, anschließend die Ziegen getrieben von einem Mädchen in Tracht. Dann folgt der Senn in voller Appenzeller Sennentracht mit gelben Lederhosen und einem umgehängten Melkeimer mit reich bemaltem Boden an der Spitze des Viehs. Hinter dem Vieh der Zusenn, ebenfalls in Sennentracht und drei Männer in Appenzeller Sonntagstracht mit braunen Hosen. Hinter der Viehhabe folgt der Bauer, ebenfalls in Sonntagstracht, begleitet von seinem Appenzeller Sennenhund. Eventuell folgt ein weiterer Gehilfe mit dem Stier am Nasenring. Den Schluss bildet ein Fuhrmann mit der „Ledi“, einem Wagen, auf den alles nötige Gerät für die Käseherstellung aufgebunden ist. Diese Alpfahrt ist ein beliebtes Motiv der Appenzeller und Toggenburger Senntumsmalerei.

### Freiburg

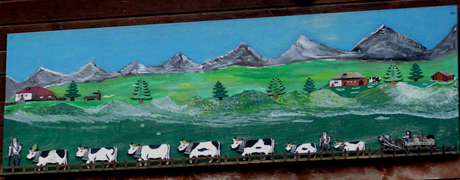
Freiburger Poya als Bauernmalerei an einer Hauswand in Estavannes

Im Schweizer Kanton Freiburg wird der Alpaufzug als „Poya“ bezeichnet. Die Poya ist ebenfalls ein bis heute gepflegter Brauch, in Estavannens sogar ein Volksfest, und eine häufige Darstellung der dortigen Bauernmalerei.

## Deutschland

### Bayern
Ein besonderer Almauftrieb ist der Altmühltaler Lammauftrieb. Traditionell wird seit Jahren die große Herde von Schafen, Lämmern und Ziegen durch den bayrischen Markt Mörnsheim auf die Sommerweide getrieben. Angeführt wird die Schafherde dabei meist von einem prominenten Politiker, unter anderem führten die bayerischen Ministerpräsidenten Günther Beckstein und Horst Seehofer den Lammauftrieb bereits an.